# Trophée de la Coupe du monde de football
Le trophée de la Coupe du monde de football est un trophée en or récompensant les vainqueurs de la Coupe du monde de football. 
Depuis la création du tournoi planétaire en 1930, deux trophées ont été remis : la Coupe Jules Rimet de 1930 à 1970, définitivement conservée par le Brésil après ses trois premières victoires dans la compétition, et la Coupe du monde de la FIFA, remise en jeu à chaque édition depuis 1974.

## Coupe Jules Rimet (1930-1970)

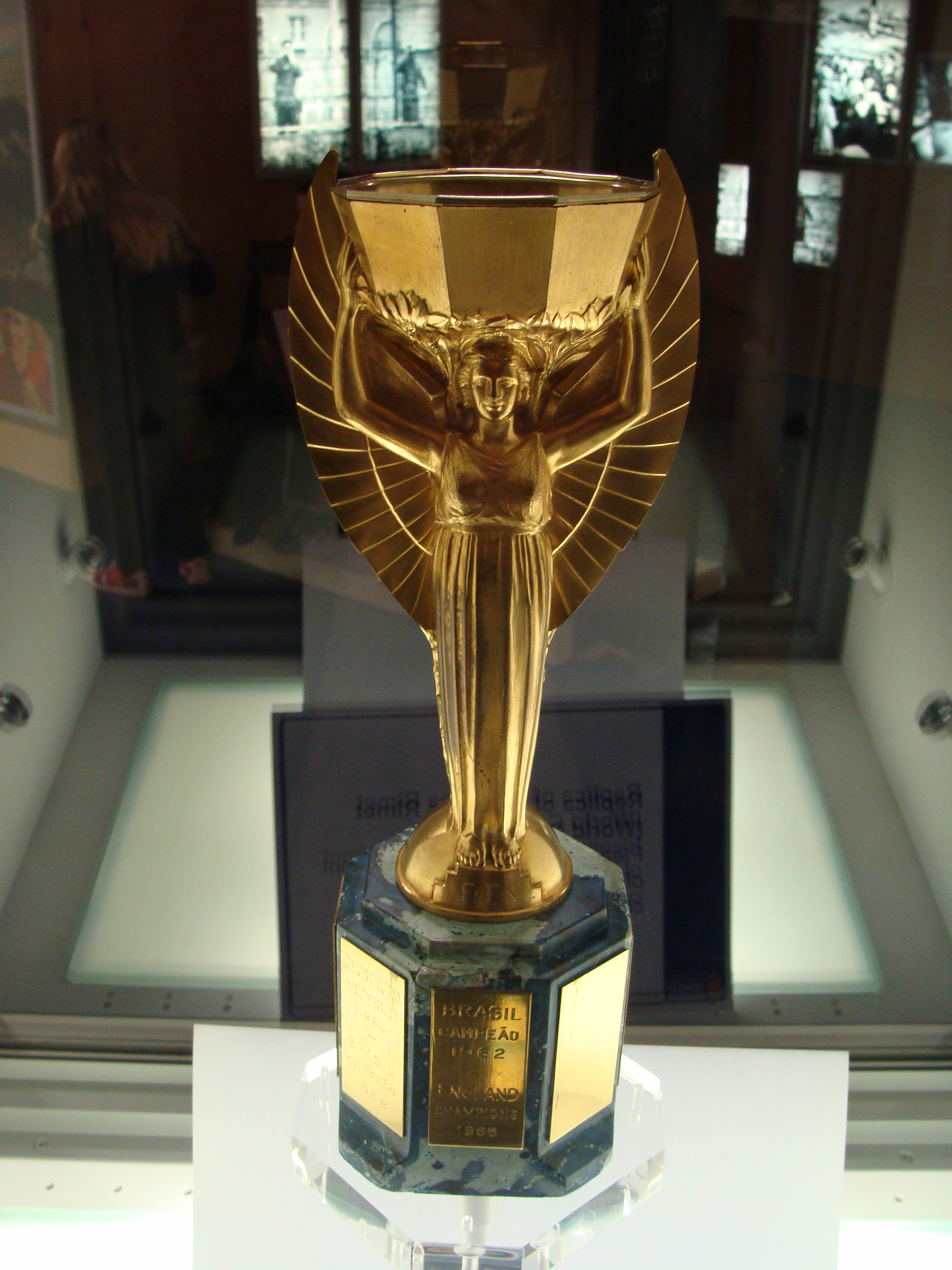
Réplique de la Coupe Jules Rimet exposée au National Football Museum (Angleterre). L’originale a été volée au Brésil en 1983 et jamais retrouvée.

La Coupe Jules Rimet, du nom du fondateur du Red Star de Paris et ancien président de la FIFA, est le trophée original de la Coupe du monde de football. Originellement appelée « Coupe du Monde de Football Association », la coupe est renommée en 1946 en l'honneur du président de la FIFA, Jules Rimet, qui en 1929 a décidé d'un vote à l'origine de la compétition. Également surnommée Victoire ailée, la coupe représente Niké, la déesse grecque de la victoire, tenant un calice octogonal. Le trophée créé par le sculpteur français Abel Lafleur mesure 35 centimètres de haut, pèse 6,175 kilogrammes et est en argent fin plaqué or. La Coupe du Monde de Football Association est transportée vers l'Uruguay pour la première édition de la Coupe du monde en 1930 à bord du SS Conte Verde (en), à Villefranche-sur-Mer, le 21 juin 1930. C'est le même bateau qui a emmené Jules Rimet ainsi que les équipes française, roumaine, et belge en Uruguay pour participer au tournoi. La première équipe à soulever le trophée est l'Uruguay, vainqueur de la Coupe du monde 1930.
Pendant la Seconde Guerre mondiale, le trophée est gardé par l'Italie, championne du monde en 1938. Ottorino Barassi, le vice-président italien de la FIFA et président de la Fédération italienne de football, retire secrètement le trophée d'une banque de Rome et le cache dans une boîte à chaussure sous son lit pour éviter que les Nazis l'emportent.
Le 20 mars 1966, quatre mois avant la Coupe du monde 1966 en Angleterre, le trophée est volé pendant une exposition publique au Westminster Central Hall. Le trophée est retrouvé par un chien nommé Pickles sept jours plus tard enveloppé dans du papier journal dans un buisson d'un jardin du sud de Londres. Le chien reçoit 5 000 livres de récompense, obtient le droit d'assister à la réception officielle des joueurs, sans son maître, et décrochera un rôle dans une comédie d'espionnage.
Pour des raisons de sécurité, la Fédération anglaise de football crée secrètement une réplique du trophée qui est utilisée lors de diverses célébrations jusqu'en 1970. La réplique est vendue aux enchères pour 254 500 livres sterling à la FIFA. La somme déboursée qui atteint plus de douze fois le prix de départ de 20 000 livres, alimente la rumeur sur le fait que le trophée n'est pas une réplique, mais l'original. La FIFA a décidé d'exposer le trophée au National Football Museum (en) de Preston. 
Le Brésil remporte la coupe Jules Rimet pour la troisième fois en 1970, ce qui lui permet de garder définitivement le trophée, comme l'avait souhaité Jules Rimet en 1930. Néanmoins, la coupe est à nouveau dérobée le 19 décembre 1983, lors d'une exposition au siège de la Confédération brésilienne de football à Rio de Janeiro. Le trophée était gardé dans une armoire avec une façade de verre pare-balles, mais l'arrière en bois a été forcé avec un pied-de-biche,. La coupe n'a jamais été retrouvée ; une croyance populaire veut qu'elle ait été fondue. La presse anglaise rappelle alors que le président de la fédération brésilienne avait déclaré en 1966, après le vol du trophée en Angleterre : « Un tel vol ne serait jamais arrivé au Brésil. Même les voleurs brésiliens aiment le foot et ne commettraient jamais un tel sacrilège ». Quatre hommes sont finalement jugés et condamnés par contumace pour cet acte. La Fédération brésilienne commande une réplique, créée par Eastman Kodak, contenant 1,8 kg d'or. Celle-ci est présentée au président brésilien en 1984.
En 1997, la FIFA et la fédération brésilienne cherchent toutes deux à acquérir le trophée remis par la fédération anglaise en 1970, convaincues qu'il s'agissait de la réplique : vendu par la salle de vente londonienne Sotheby's, le trophée est acquis par la FIFA pour un montant de 254 000 livres alors qu'il était estimé à 20 000. Une expertise menée par la FIFA atteste que l'objet était bien la réplique.

## Coupe du monde de la FIFA (depuis 1974)
Au début des années 1970, la FIFA commande un nouveau trophée pour la dixième édition de la Coupe du monde. Cinquante-trois propositions de sculptures sont proposées provenant de sept pays. La proposition de l'artiste italien Silvio Gazzaniga est finalement retenue. Le trophée mesure 36,8 cm et pèse 6,175 kg. Il est composé d'or massif à 75 % avec une base de 13 cm de diamètre contenant deux morceaux de malachite. Il laisse apparaître deux sportifs soulevant la Terre. Il est pour la première fois présenté lors de la Coupe du monde de football de 1974 et c'est le capitaine allemand Franz Beckenbauer qui le soulève à l'issue de la finale remportée à domicile par son équipe.
Le trophée porte l'inscription « FIFA World Cup » gravée à sa base. Les noms des vainqueurs sont gravés sur une plaque fine fixée à la base opposée du trophée. Le texte indique l'année et le nom de chaque nation championne du monde dans la langue du pays. En 2022, treize vainqueurs ont donc été gravés sur le trophée. Le règlement de la FIFA précise que le trophée de la « Coupe du monde de la FIFA » ne peut être remis définitivement au vainqueur, contrairement à son prédécesseur. De plus, les champions gardent peu de temps l'original en or massif. On leur substitue assez rapidement une réplique plaquée avec or, qu'ils peuvent conserver,. Le protocole ne laisse le trophée original aux mains des joueurs que durant un temps limité après la remise de la Coupe. Le protocole veut aussi que seuls les champions du monde, ex-champions du monde, les chefs d'État et le président de la FIFA, puissent la toucher. 
Peu de temps avant la Coupe du monde de football de 2006 en Allemagne, le trophée est brièvement retourné en Italie pour une restauration. Le 14 juillet 2006, quelques jours après la finale, une rumeur circule assurant que la Coupe du monde de la FIFA a été abîmée lors de sa remise à l'équipe d'Italie de football, championne du monde. Fabio Cannavaro, le capitaine de la sélection italienne, a été photographié avec une pièce verte de malachite s'étant semble-t-il détachée de la base, élément qui aurait ensuite été recollé sur sa place initiale.

Depuis 1974, outre le trophée de la Coupe du monde, des médailles sont distribuées aux trois équipes finissant sur le podium du mondial (or, argent, bronze). Ces médailles, individuelles, sont dans tous les cas conservées à vie par l'ensemble des membres des équipes concernées. En 2007, la FIFA a d’ailleurs décidé d’attribuer rétroactivement les médailles aux joueurs des équipes qui ont figuré sur le podium des neuf premières éditions de la coupe du monde de football, de 1930 à 1970.

## Vainqueurs

### Coupe Jules-Rimet
- Uruguay - 1930, 1950
- Italie - 1934, 1938
- Allemagne de l'Ouest - 1954
- Brésil - 1958, 1962, 1970
- Angleterre - 1966

### Coupe du monde de la FIFA

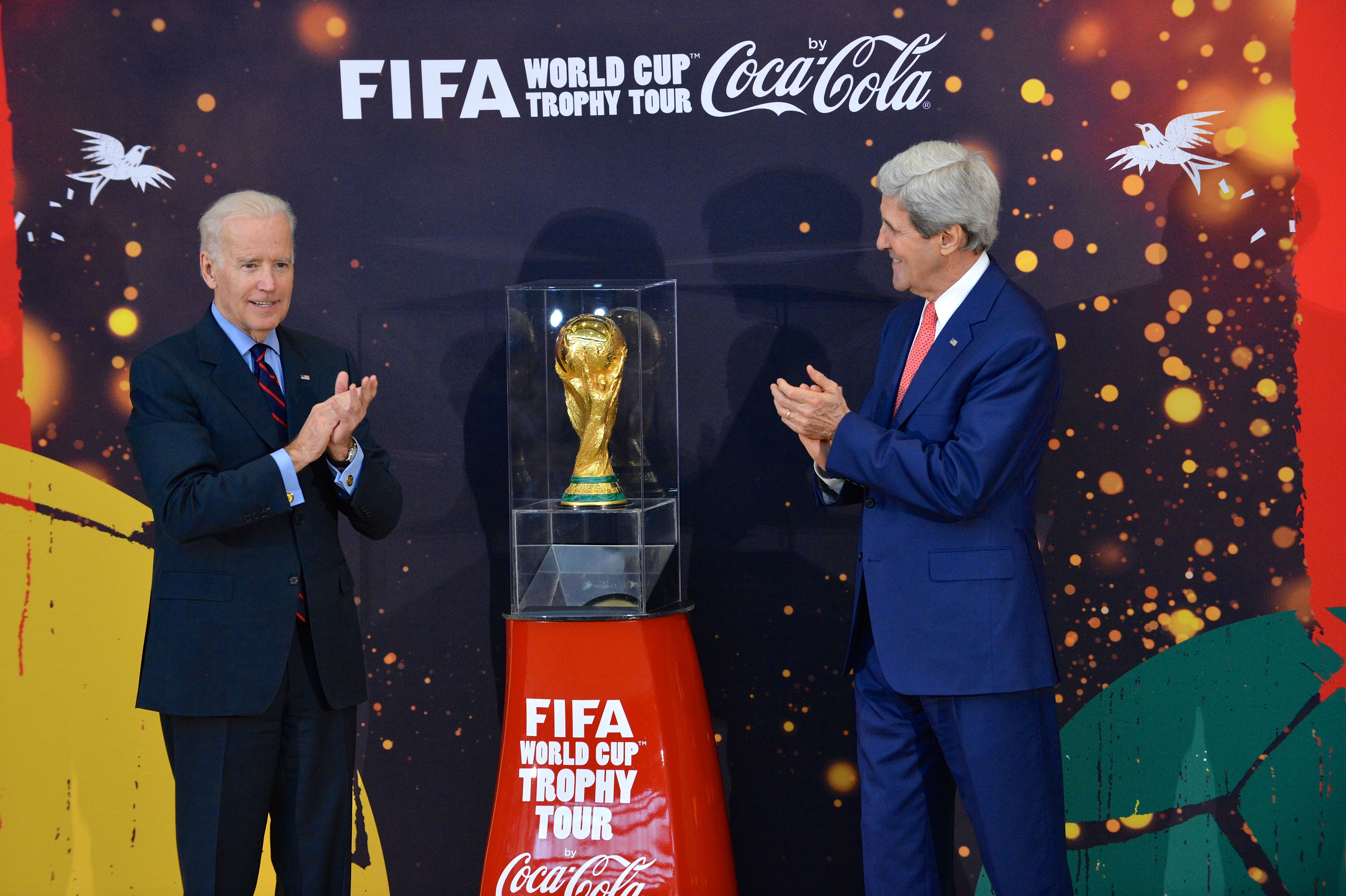
Joe Biden et John Kerry posant devant le trophée actuel, en 2014.

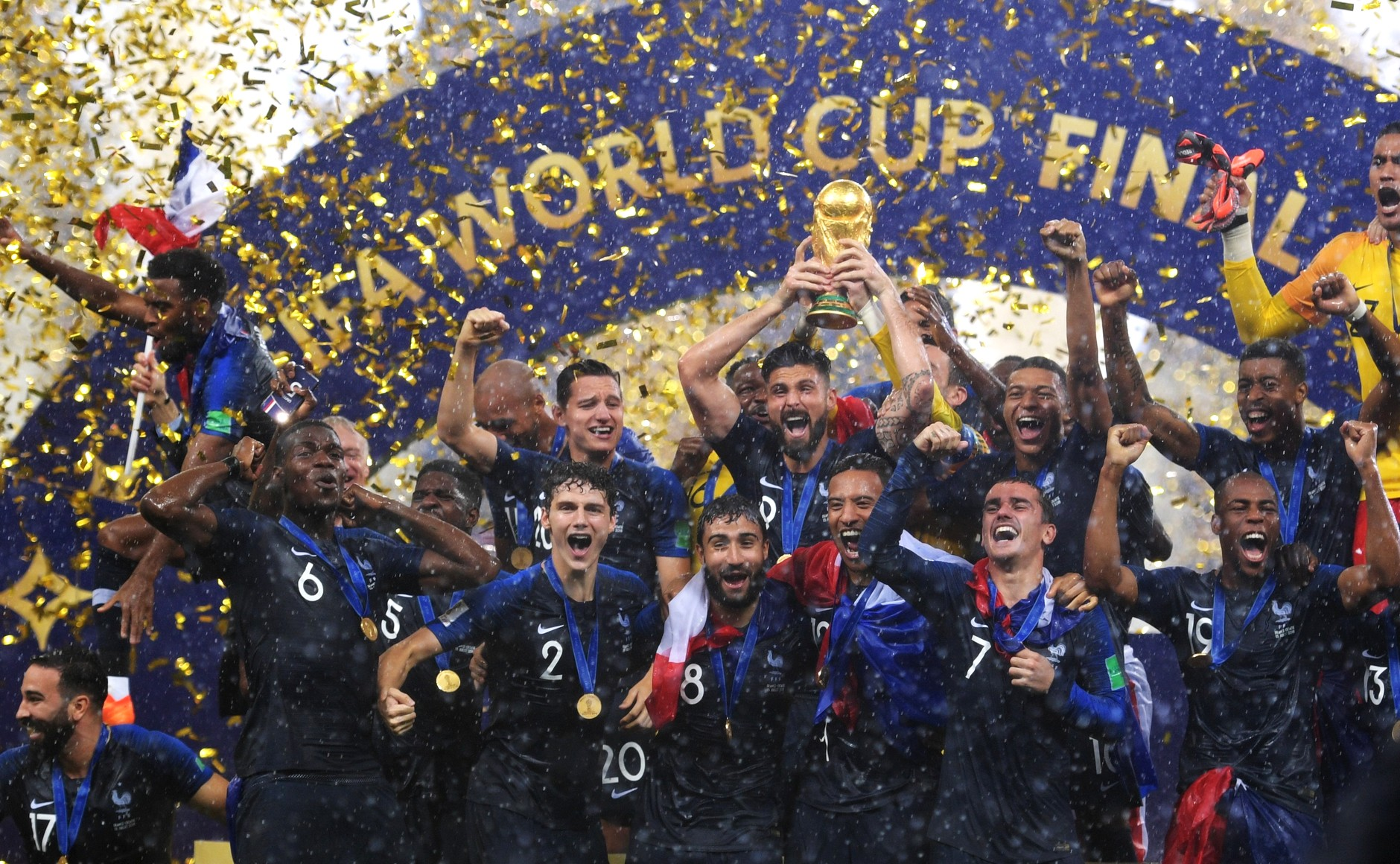
L'équipe de France vainqueur de la Coupe du monde 2018.

- Allemagne - 1974, 1990, 2014
- Argentine - 1978, 1986, 2022
- Italie - 1982, 2006
- Brésil - 1994, 2002
- France - 1998, 2018
- Espagne - 2010

## Footballeurs ayant gagné le trophée comme joueur puis comme sélectionneur
- Mário Zagallo,  joueur :  1958  et  1962 ; sélectionneur :  1970
- Franz Beckenbauer,  joueur, capitaine : 1974 ; sélectionneur :  1990
- Didier Deschamps, joueur, capitaine :  1998 ; sélectionneur :  2018